# Andre Toussaint
Andre Toussaint (ur. 26 sierpnia 1981 w Point Fortín) – trynidadzko-tobagijski piłkarz występujący na pozycji napastnika.

## Kariera klubowa
Toussaint karierę rozpoczynał w 1998 roku w Point Fortín CC. W 1999 roku przeszedł do zespołu Joe Public FC. W 2001 roku zdobył z nim Puchar Trynidadu i Tobago. W 2004 roku odszedł do W Connection. W 2005 roku wywalczył z klubem mistrzostwo Trynidadu i Tobago, a w 2006 roku wygrał z nim rozgrywki CFU Club Championship. Trzykrotnie zdobył z nim także Puchar Ligi Trynidadzko-Tobagijskiej (2004, 2005, 2006).
W trakcie sezonu 2007 Toussaint przeniósł się do amerykańskiego zespołu Charleston Battery z ligi USL First Division, stanowiącej drugi poziom rozgrywek. Grał tam do końca sezonu 2007. W 2008 roku wrócił do W Connection. W tym samym roku po raz kolejny zdobył z drużyną Puchar Ligi Trynidadzko-Tobagijskiej, a w 2009 roku ponownie triumfował z nią w CFU Club Championship.
W 2010 roku Toussaint odszedł do Joe Public FC. Spędził tam sezon 2010/2011, a potem odszedł z klubu.

## Kariera reprezentacyjna
W reprezentacji Trynidadu i Tobago Toussaint zadebiutował w 2002 roku. W 2007 roku został powołany do kadry na Złoty Puchar CONCACAF. Zagrał na nim w meczach z Salwadorem (1:2), Stanami Zjednoczonymi (0:2) i Gwatemalą (1:1), a Trynidad i Tobago zakończył turniej na fazie grupowej.